# PEPD
PEPD (англ. Peptidase D) – білок, який кодується однойменним геном, розташованим у людей на короткому плечі 19-ї хромосоми. Довжина поліпептидного ланцюга білка становить 493 амінокислот, а молекулярна маса — 54 548.
| 10         |  | 20         |  | 30         |  | 40         |  | 50         |
| ---------- |  | ---------- |  | ---------- |  | ---------- |  | ---------- |
| MAAATGPSFW |  | LGNETLKVPL |  | ALFALNRQRL |  | CERLRKNPAV |  | QAGSIVVLQG |
| GEETQRYCTD |  | TGVLFRQESF |  | FHWAFGVTEP |  | GCYGVIDVDT |  | GKSTLFVPRL |
| PASHATWMGK |  | IHSKEHFKEK |  | YAVDDVQYVD |  | EIASVLTSQK |  | PSVLLTLRGV |
| NTDSGSVCRE |  | ASFDGISKFE |  | VNNTILHPEI |  | VECRVFKTDM |  | ELEVLRYTNK |
| ISSEAHREVM |  | KAVKVGMKEY |  | ELESLFEHYC |  | YSRGGMRHSS |  | YTCICGSGEN |
| SAVLHYGHAG |  | APNDRTIQNG |  | DMCLFDMGGE |  | YYCFASDITC |  | SFPANGKFTA |
| DQKAVYEAVL |  | RSSRAVMGAM |  | KPGVWWPDMH |  | RLADRIHLEE |  | LAHMGILSGS |
| VDAMVQAHLG |  | AVFMPHGLGH |  | FLGIDVHDVG |  | GYPEGVERID |  | EPGLRSLRTA |
| RHLQPGMVLT |  | VEPGIYFIDH |  | LLDEALADPA |  | RASFLNREVL |  | QRFRGFGGVR |
| IEEDVVVTDS |  | GIELLTCVPR |  | TVEEIEACMA |  | GCDKAFTPFS |  | GPK        |

A: Аланін

C: Цистеїн

D: Аспарагінова кислота

E: Глутамінова кислота

F: Фенілаланін

G: Гліцин

H: Гістидин

I: Ізолейцин

K: Лізин

L: Лейцин

M: Метіонін

N: Аспарагін

P: Пролін

Q: Глутамін

R: Аргінін

S: Серин

T: Треонін

V: Валін

W: Триптофан

Кодований геном білок за функціями належить до гідролаз, протеаз, металопротеаз, фосфопротеїнів. 
Задіяний у таких біологічних процесах, як ацетилювання, альтернативний сплайсинг. 
Білок має сайт для зв'язування з іонами металів, іоном марганцю. 